# Charles Proxy
Charles Web Debugging Proxy es una aplicación de servidor proxy de depuración HTTP multiplataforma escrita en Java. Permite al usuario ver HTTP, HTTPS, HTTP/2 y el tráfico de puerto TCP habilitado al que se accede desde, hacia o a través de la computadora local. Esto incluye solicitudes y respuestas que incluyen encabezados HTTP y metadatos (por ejemplo, cookies, almacenamiento en caché e información de codificación) con funcionalidad dirigida a ayudar a los desarrolladores a analizar las conexiones y los mensajes.

## Características
- Análisis de mensajes de red: Charles muestra las fuentes de mensajería completas de todas las comunicaciones basadas en HTTP y TCP similares que pasan a través de su puerto proxy.
- Interpretación XML, JSON, SOAP: visores estructurados que traducen el contenido HTTP en bruto en un formato de árbol para su análisis.
- Visores de HTML, CSS, JavaScript: proporcionan visualización de contenido de texto marcado / formateado / no minado
- Depuración de SSL: permite el descifrado de datos cifrados para revisar / solucionar problemas del contenido transmitido.
- Regulación del ancho de banda: para simular velocidades de internet más lentas al reducir el ancho de banda / velocidad e introducir la latencia, por ejemplo para simular una conexión 3G más lenta.
- Ayudas de desarrollo de Flash, incluido el análisis de contenido del formato de mensaje de acción (AMF).
- Depuración de conexiones HTTP desde dispositivos móviles: proporciona un proxy entre un dispositivo IOS o Android y un sitio remoto, para depurar las conexiones HTTP y el comportamiento que solo se produce en los dispositivos, incluida la depuración de problemas de transmisión de video, problemas de Airplay , etc. Eso no puede ser probado en el simulador de iOS.[2][3]
- Depuración remota de archivos: capacidad de intercambiar un archivo remoto por un archivo local para ayudar a depurar un sitio remoto sin requerir acceso a los archivos del servidor.[4]
- Ayudas de depuración, como la repetición de solicitudes de envío de URL para probar cambios del servidor, agregar puntos de interrupción o editar variables de solicitud.
- Función de validación: capacidad de hacer clic con el botón derecho en cualquier solicitud de proxy y proporcionar comentarios de validación mediante el Servicio de validación de marcado W3C, útil para el contenido al que el servicio W3C no puede acceder directamente.

## Soporte del navegador
Charles se autoconfigura para su uso en los siguientes navegadores:
- IE (configuración de proxy del sistema de Windows)
- Chrome
- Firefox
- Safari (configuración de proxy del sistema Mac OS X o Windows)